# サラ・グルーエン
サラ・グルーエン（Sara Gruen、1969年 - ）は、カナダの作家。アメリカ合衆国との二重国籍である。動物や野生生物を支援する慈善団体のサポーターをしており、著作でも動物を多く登場させている。

## 経歴
ブリティッシュコロンビア州バンクーバーで生まれ、オンタリオ州ロンドンで育つ。オタワのオタワ大学に進学し、英文学の学位を取得した。卒業後も10年間オタワに住み続けた。
1999年、テクニカル・ライターの職に就くためアメリカ合衆国へ引っ越す。2年後に解雇されたのを機に小説を書く決心をした。
動物が大好きで、処女作『もう一度あの馬に乗って』（原題："Riding Lessons" ）と第2作"Flying Changes" では馬を扱っている。1930年代の移動サーカスを題材にした第3作『サーカス象に水を』（原題：Water for Elephants ）は、最初の出版社に断られ、別の出版社を探さざるをえなかったが、同作は『ニューヨーク・タイムズ』でベストセラーとなり44か国語に翻訳され、2011年には『恋人たちのパレード』としてリース・ウィザースプーン、クリストフ・ヴァルツ、ロバート・パティンソン主演で映画化された。ボノボを主題とした第4作"Ape House" はシュピーゲル&グラウ社によって買われた。
2007年、〈ブック・センス〉アダルト・フィクション部門大賞、コスモポリタン読者賞、Bookbrowse Diamond Award for Most Popular Book、Friends of American Literature Adult Fiction Award、ALA/Alex Awardを受賞した。
現在は、夫と3人の息子と動物たち（犬2匹、猫4匹、馬2頭、山羊1匹）と共にノースカロライナ州で暮らしている。